# Longpre-les-Corps Saints British Cemetery
Longpre-les-Corps Saints British Cemetery is een Britse militaire begraafplaats met gesneuvelden uit de Eerste Wereldoorlog, gelegen in de Franse gemeente Longpré-les-Corps-Saints (departement Somme). De begraafplaats werd ontworpen door Reginald Blomfield en ligt aan de Cavée du Quesnoy op 775 m ten zuidoosten van het centrum van de gemeente (Église Notre-Dame-de-l'Assomption). 
Het terrein heeft een nagenoeg vierkantig grondplan met een oppervlakte van ruim 266 m². Ze wordt omsloten door een natuurstenen muur, afgedekt met witte boordstenen. Omdat de begraafplaats hoger ligt dan de straat bestaat de open toegang uit een trappartij met een tiental treden die zich links en rechts splitst langs het op een hoge sokkel staand Cross of Sacrifice. Vanaf dit deel bereikt met via twee trappen met vijf treden een iets hoger plateau met de graven die in vier evenwijdige rijen liggen. De begraafplaats wordt onderhouden door de Commonwealth War Graves Commission en telt 79 doden.

## Geschiedenis
In april 1918, op het keerpunt van het Duitse offensief richting Amiens, werden de 12th en de 55th Casualty Clearing Stations in Longpré gestationeerd en openden een begraafplaats dicht bij het station, later bekend als Longpre British Cemetery No 1. Toen die aan het eind van de maand werd gesloten bevatte ze 35 graven. De huidige begraafplaats, toen bekend als Longpre British Cemetery No.2, werd ongeveer 800 meter ten zuiden van het dorp aangelegd. In mei werd deze begraafplaats ook gesloten en in 1919 werden de graven van Longpre British Cemetery No.1 naar hier overgebracht om de rijen C en D te vormen.
Er liggen 58 Britten en 20 Australiërs begraven. De meeste slachtoffers sneuvelden tussen 12 april en 6 mei 1918. Er ligt ook 1 Franse gesneuvelde.

### Onderscheiden militairen
- sergeant Albert Victor Fenwick (London Regiment (Post Office Rifles)) en soldaat Herbert Frederick Miller (London Regiment) werden onderscheiden met de Military Medal (MM), korporaal Frederick Fullbrook (London Regiment (Royal Fusiliers)) ontving deze onderscheiding tweemaal (MM and Bar).